# Withius madagascariensis
Withius madagascariensis är en spindeldjursart som först beskrevs av Edvard Ellingsen 1895.  Withius madagascariensis ingår i släktet Withius och familjen Withiidae. Inga underarter finns listade i Catalogue of Life.